# 시모노카에정
시모노카에정(일본어: 下ノ加江町)은 일본 고치현 하타군에 설치되었던 정이다. 현재의 도사시미즈시에 해당한다.

## 참고 문헌
- 角川日本地名大辞典編纂委員会,『角川日本地名大辞典 39 高知県』1983, 角川書店